# Andreas Bindhammer
Andreas Bindhammer (* 16. dubna 1973 Landshut) je německý reprezentant ve sportovním lezení, mistr Německa.
Mezinárodních závodů se účastnil také jeho mladší bratr Christian Bindhammer, vítěz Rock Masteru a mistr Německa.

## Výkony a ocenění
- 2007: nominace na mezinárodní ocenění Salewa Rock Award

### Závodní výsledky
| Světový pohár | Světový pohár |
| Rok           | 1999          |
| ------------- | ------------- |
| Obtížnost     | 3             |

| Mistrovství Evropy | Mistrovství Evropy |
| Rok                | 1996               |
| ------------------ | ------------------ |
| Obtížnost          | 8                  |

| Mistrovství Německa | Mistrovství Německa | Mistrovství Německa | Mistrovství Německa | Mistrovství Německa |
| Rok                 | 1995                | 2003                | 2005                | 2006                |
| ------------------- | ------------------- | ------------------- | ------------------- | ------------------- |
| Obtížnost           | 1                   | 3                   | 3                   | 1                   |